# Xestia lehmanni
Xestia lehmanni är en fjärilsart som beskrevs av Wolfgang Dierl 1984. Xestia lehmanni ingår i släktet Xestia och familjen nattflyn. Inga underarter finns listade i Catalogue of Life.